# San Pedro Pinula
San Pedro Pinula är en kommunhuvudort i Guatemala.   Den ligger i departementet Departamento de Jalapa, i den centrala delen av landet, 70 km öster om huvudstaden Guatemala City. San Pedro Pinula ligger 1 090 meter över havet och antalet invånare är 3 302.
Terrängen runt San Pedro Pinula är varierad. Runt San Pedro Pinula är det ganska tätbefolkat, med 93 invånare per kvadratkilometer. Närmaste större samhälle är Jalapa, 15,3 km väster om San Pedro Pinula. I omgivningarna runt San Pedro Pinula växer huvudsakligen savannskog.